# 余富遗址
余富遗址，位于中国吉林省磐石市烟筒山镇余富村。2007年5月31日，公布为第六批吉林省文物保护单位，类型为古遗址。该文物保护单位由磐石市文物管理所管理。2013年，被中国国务院列为第七批全国重点文物保护单位（古遗址）。
余富遗址的历史年代为青铜—汉。